# The Great Burrito Extortion Case
The Great Burrito Extortion Case je v pořadí deváté album punk rockové kapely Bowling for Soup. Toto album bylo vydáno 7. listopadu roku 2006.
Původně se mělo jmenovat All My Rowdy Friends Are Still Intoxicated nebo We're Not Fat, We Just Have Small Heads. Prvním vydaným singlem byla píseň s názvem "High School Never Ends", která je k dostání na iTunes. Album získalo Čestné uznání na Ultimate's Guitar top 10 alb roku 2006 a obsadilo 88. příšku v žebříčku Billboard Top 200. Název alba pochází z pásu novinek v dolní části obrazovky, který skupina viděla v hotelovém baru. Titulek říkal: "Burrito Extortion Case" a členy kapely natolik zaujal,že se ho rozhodli použít pro název svého alba.
Předchozí album bylo zaznamenáno jako album které téměř získalo Grammy a o tomto se říkalo, že bylo blízko k nominování.

## Seznam skladeb
| Pořadí         | Název                                          | Autor                     | Délka |
| -------------- | ---------------------------------------------- | ------------------------- | ----- |
| 1.             | Epiphany                                       | Jaret Reddick, Zac Maloy  | 4:09  |
| 2.             | High School Never Ends                         | Reddick, Adam Schlesinger | 3:29  |
| 3.             | Val Kilmer                                     | Reddick, Maloy            | 3:31  |
| 4.             | I'm Gay                                        | Reddick                   | 3:26  |
| 5.             | Why don't I Miss You?                          | Reddick, Stacy Jones      | 3:48  |
| 6.             | A Friendly Goodbye                             | Reddick                   | 3:27  |
| 7.             | Luckiest Loser                                 | Reddick, Jones            | 3:47  |
| 8.             | Love Sick Stomach Ache (Sugar Coated Accident) | Reddick, Maloy            | 4:06  |
| 9.             | Much More Beautiful Person                     | Reddick, Mitch Allan      | 3:24  |
| 10.            | Friends Like You                               | Reddick                   | 2:30  |
| 11.            | When We Die                                    | Reddick, Butch Walker     | 4:13  |
| 12.            | 99 Biker Friends                               | Reddick, Maloy            | 3:14  |
| 13.            | Don't Let It Be Love                           | Reddick, Maloy            | 3:26  |
| 14.            | If You Come Back To Me                         | Reddick, Maloy            | 20:12 |
| Celková délka: | Celková délka:                                 | Celková délka:            | 64:42 |

| UK Verze | UK Verze               | UK Verze       | UK Verze |
| Pořadí   | Název                  | Autor          | Délka    |
| -------- | ---------------------- | -------------- | -------- |
| 15.      | Every Day's a Saturday | Maloy, Reddick | 3:32     |
| 16.      | No Opinion             |                | 3:30     |

| Japonská edice | Japonská edice        | Japonská edice | Japonská edice |
| Pořadí         | Název                 | Autor          | Délka          |
| -------------- | --------------------- | -------------- | -------------- |
| 15.            | No Opinion            |                | 3:30           |
| 16.            | ...Baby One More Time | Max Martin     | 3:30           |

| Hastings verze | Hastings verze | Hastings verze | Hastings verze |
| Pořadí         | Název          | Autor          | Délka          |
| -------------- | -------------- | -------------- | -------------- |
| 15.            | Home Alone     | Reddick, Allan | 3:34           |

| iTunes verze | iTunes verze    | iTunes verze    | iTunes verze |
| Pořadí       | Název           | Autor           | Délka        |
| ------------ | --------------- | --------------- | ------------ |
| 15.          | Not A Love Song | Coplan, Reddick | 3:43         |

| Napster verze | Napster verze     | Napster verze   | Napster verze |
| Pořadí        | Název             | Autor           | Délka         |
| ------------- | ----------------- | --------------- | ------------- |
| 15.           | Straight to Video | Reddick, Walker | 2:47          |

| Rhapsody verze | Rhapsody verze | Rhapsody verze | Rhapsody verze |
| Pořadí         | Název          | Autor          | Délka          |
| -------------- | -------------- | -------------- | -------------- |
| 15.            | No Opinion     |                | 3:30           |

| Wal-Mart verze | Wal-Mart verze | Wal-Mart verze | Wal-Mart verze |
| Pořadí         | Název          | Autor          | Délka          |
| -------------- | -------------- | -------------- | -------------- |
| 15.            | Good to Be Me  | Reddick        | 2:43           |

### Bonusy
| Pořadí | Název                                         | Autor   | Délka |
| ------ | --------------------------------------------- | ------- | ----- |
| 1.     | Much More Beautiful Person (Acoustic version) |         | 3:43  |
| 2.     | Ride of a Lifetime                            |         | 2:58  |
| 3.     | London Bridge (Radio Edit)                    |         | 3:37  |
| 4.     | Got Beat Up By a Girl                         |         | 4:27  |
| 5.     | Are You Kidding Me?                           |         | 4:04  |
| 6.     | Hey Hey Joline                                |         | 4:09  |
| 7.     | Everyday's a Saturday                         | Reddick | 3:39  |

## Historie vydání
| Stát | Datum            |
| ---- | ---------------- |
| USA  | 7. listopad 2006 |
| UK   | 5. února 2007    |